# Typhlomys primitivus
Typhlomys primitivus — викопний вид мишоподібних гризунів родини Малабаркові (Platacanthomyidae). Вид є найдавнішим відомим представником родини, існував у пізньому міоцені в Східній Азії. Скам'янілі рештки знайдені в провінції Юньнань на півдні Китаю у 1989 році.